# GPT-4.5
GPT-4.5 (nombre en código Orion)  es un modelo de lenguaje grande dentro de la serie GPT de OpenAI. Se estrenó el 27 de febrero de 2025. Los usuarios Pro pueden acceder a GPT-4.5 a través del selector de modelos en la web, dispositivos móviles y computadoras de escritorio, con planes de expandirse a otros niveles. También se puede acceder a través de la API de OpenAI o OpenAI Developer Playground. 

## Descripción general
Se entrenó principalmente mediante aprendizaje no supervisado, aunque combinado con ajuste fino supervisado y aprendizaje de refuerzo a partir de retroalimentación humana. Se entrenó utilizando Microsoft Azure. 
Sam Altman describió a GPT-4.5 como un «modelo gigante y costoso».  A partir de febrero de 2025, a través de la API de OpenAI, cuesta $75 por millón de tokens de entrada y $150 por millón de tokens de salida, mientras que GPT-4o solo cuesta $2,50 por millón de tokens de entrada y $10 por millón de tokens de salida. 
El modelo se probó en el conjunto de pruebas MMLU, que probó 15 idiomas diferentes, a saber, árabe, bengalí, chino, coreano, español, francés, alemán, hindi, indonesio, inglés, italiano, japonés, portugués, suajili y yoruba, y el modelo superó a GPT-4o en todos ellos. 

### Recepción
Cade Metz, escribiendo para el New York Times, afirmó que el modelo «significa el fin de una era» y que era «poco probable que genere tanto entusiasmo como el GPT-4».  Muchos otros medios, como The Verge y Axios, también cubrieron el lanzamiento del modelo.  